# 점핑 앳 더 본야드
《점핑 앳 더 본야드》(Jumpin' At The Boneyard)는 미국에서 제작된 제프 스탠즐러 감독의 1992년 드라마 영화이다. 팀 로스 등이 주연으로 출연하였고 니나 R. 사도스키 등이 제작에 참여하였다. 1992년 9월 18일 20세기 폭스에 의해 개봉되었다.

## 출연

### 주연
- 팀 로스
- 알렉시스 아퀘트
- 다니트라 밴스
- 사무엘 L. 잭슨

### 조연
- 조이 앨런
- 엘리자베스 브라코
- 캐슬린 찰팬트
- 케빈 코리건
- 더들리 핀들리 주니어
- 루이스 구즈만
- 휴 허드
- 리처드 모리스
- 아킬리 프린스
- 어거스틴 로드리게즈
- 제임스 윌리엄스
- 제프리 라이트

## 기타
- 라인프로듀서: 로렌 잘라즈닉
- 의상: 나타샤 랜도